# Gammel Mønt
Gammel Mønt er en gade i Indre By i København. 
Gammel Mønt har sit navn efter den tidligere møntproduktion på pladsen.[kilde mangler] Kort før år 1500 begyndte man at slå de første mønter i København i den tidligere Vingården, som så blev til Møntergården. I kælderen under Magasin du Nord findes stadig de hvælvede rum hvor mønterne blev slået.[kilde mangler] Fra 1671 flyttede møntproduktionen til Borgergaden. Grundene omkring Møntergården bebyggedes cirka 1630-1650, hvor der blev rejst en række huse fra Møntergade mod syd, og samtidig hermed opstod en gade i forbindelse med en lille passage mellem Antonigade og Grønnegade. På nær et enkelt er alle forhusene på sydsiden af Gammel Mønt fredet og deres bygningshistorie kan føres tilbage til tiden kort efter Københavns brand 1728, hvor typehuse af forskellig slags opførtes. Håndværkere og handlende flyttede ind i de færdige beboelser. 
55°40′53.3″N 12°34′50.49″Ø / 55.681472°N 12.5806917°Ø